# Copa de la Liga 1984
La Copa de la Liga 1984 è stata la 2ª edizione della Coppa della Liga. Il torneo iniziò il 4 maggio e si concluse il 30 giugno 1984. Il vincitore fu il Real Valladolid.

## Formula e partecipanti
In questa edizione presero parte le 18 squadre di Primera División di quell'anno, oltre alle vincitrici della Coppa della Liga della Segunda División, Segunda División B e Tercera División. Le squadre finaliste della Coppa del Re si qualificarono direttamente per il secondo turno. In questo torneo non era prevista la regola dei gol fuori casa.

### Primera División
| - Athletic Bilbao - Atlético Madrid - Barcellona - Real Betis - Cadice | - Espanyol - Malaga - Maiorca - Osasuna - Real Madrid | - Real Murcia - Real Saragozza - Real Sociedad - Real Valladolid - Salamanca UDS | - Siviglia - Sporting Gijón - Valencia |

### Altre partecipanti
- Atlético Madrileño, vincitore della Coppa della Liga di Segunda División 1983.
- Atlético Gijón, vincitore della Coppa della Liga di Segunda División B - Gruppo I 1983.
- Albacete, vincitore della Coppa della Liga di Segunda División B - Gruppo II 1983.
- RM Aficionados, vincitore della Coppa della Liga di Tercera División 1983.

## Primo turno
Andata: 4, 6 e 9 maggio 1984. Ritorno: 13, 15 e 23 maggio 1984.
| Squadra 1       | Totale | Squadra 2          | Andata | Ritorno |
| --------------- | ------ | ------------------ | ------ | ------- |
| Siviglia        | 1 - 1  | Valencia           | 1 - 0  | 0 - 1   |
| Real Madrid     | 3 - 4  | Atlético Madrid    | 1 - 1  | 2 - 3   |
| Espanyol        | 6 - 2  | Real Murcia        | 2 - 1  | 4 - 1   |
| Real Valladolid | 5 - 2  | Real Saragozza     | 1 - 0  | 4 - 2   |
| Real Sociedad   | 2 - 0  | Cadice             | 2 - 0  | 0 - 0   |
| Maiorca         | 4 - 2  | Salamanca UDS      | 3 - 1  | 1 - 1   |
| Osasuna         | 6 - 2  | Albacete           | 1 - 1  | 5 - 1   |
| Malaga          | 3 - 0  | Atlético Madrileño | 1 - 0  | 2 - 0   |
| RM Aficionados  | 0 - 3  | Sporting Gijón     | 0 - 0  | 0 - 3   |
| Real Betis      | 4 - 4  | Atlético Gijón     | 0 - 0  | 4 - 4   |

## Secondo turno
Andata: 19 e 20 maggio 1984. Ritorno: 27 e 28 maggio 1984.
- Real Betis
- Espanyol
- Siviglia
- Real Valladolid

| Squadra 1       | Totale | Squadra 2       | Andata | Ritorno |
| --------------- | ------ | --------------- | ------ | ------- |
| Barcellona      | 3 - 2  | Real Sociedad   | 3 - 0  | 0 - 2   |
| Athletic Bilbao | 3 - 6  | Atlético Madrid | 1 - 3  | 2 - 3   |
| Sporting Gijón  | 4 - 2  | Osasuna         | 3 - 0  | 1 - 2   |
| Maiorca         | 4 - 1  | Malaga          | 2 - 1  | 2 - 0   |

## Quarti di finale
Andata: 2 e 3 giugno 1984. Ritorno: 9 e 10 giugno 1984.
| Squadra 1      | Totale | Squadra 2       | Andata | Ritorno |
| -------------- | ------ | --------------- | ------ | ------- |
| Sporting Gijón | 1 - 2  | Real Betis      | 0 - 1  | 1 - 1   |
| Espanyol       | 2 - 6  | Atlético Madrid | 0 - 2  | 2 - 4   |
| Maiorca        | 4 - 4  | Barcellona      | 2 - 1  | 2 - 3   |
| Siviglia       | 3 - 3  | Real Valladolid | 2 - 0  | 1 - 3   |

## Semifinali
Andata: 16 giugno 1984. Ritorno: 21 giugno 1984.
| Squadra 1  | Totale | Squadra 2       | Andata | Ritorno |
| ---------- | ------ | --------------- | ------ | ------- |
| Barcellona | 2 - 4  | Atlético Madrid | 1 - 2  | 1 - 2   |
| Real Betis | 2 - 3  | Real Valladolid | 2 - 0  | 0 - 3   |

## Finale

### Andata
| Madrid 24 giugno 1984 | Atlético Madrid            | 0 – 0 referto | Real Valladolid | Stadio Vicente Calderón (30 000 spett.)\| Arbitro: \| Ildefonso Urizar Azpitarte \| |
| Arbitro:              | Ildefonso Urizar Azpitarte |               |                 |                                                                                     |

### Ritorno
| Arbitro: | José Donato Pes Pérez |

|                                                |           |  |
| Votava 98’ (autogol) Fortes 106’ Minguela 113’ | Marcatori |  |